# U-307
Unterseeboot 307 foi um submarino alemão do Tipo VIIC, pertencente a Kriegsmarine que atuou durante a Segunda Guerra Mundial.

## Comandantes
| Comandante                   | Data                                           |
| ---------------------------- | ---------------------------------------------- |
| Oblt. Friedrich-Georg Herrle | 18 de novembro de 1942 - 1 de dezembro de 1944 |
| Oblt. Erich Krüger           | 2 de dezembro de 1944 - 29 de abril de 1945    |

## Subordinação
Durante o seu tempo de serviço, esteve subordinado às seguintes flotilhas:
| Período                                      | Flotilha                                   |
| -------------------------------------------- | ------------------------------------------ |
| 18 de novembro de 1942 - 30 de abril de 1943 | 8. Unterseebootsflottille (treinamento)    |
| 1 de maio de 1943 - 31 de outubro de 1943    | 11. Unterseebootsflottille (serviço ativo) |
| 1 de novembro de 1943 - 29 de abril de 1945  | 13. Unterseebootsflottille (serviço ativo) |

## Operações conjuntas de ataque
O U-307 participou das seguinte operações de ataque combinado durante a sua carreira:
- Rudeltaktik Wiking (5 de setembro de 1943 - 8 de outubro de 1943)
- Rudeltaktik Monsun (3 de outubro de 1943 - 23 de novembro de 1943)
- Rudeltaktik Eisenbart (28 de outubro de 1943 - 8 de dezembro de 1943)
- Rudeltaktik Boreas (28 de fevereiro de 1944 - 10 de março de 1944)
- Rudeltaktik Thor (17 de março de 1944 - 26 de março de 1944)
- Rudeltaktik Donner (17 de abril de 1944 - 20 de abril de 1944)
- Rudeltaktik Donner & Keil (20 de abril de 1944 - 3 de maio de 1944)
- Rudeltaktik Grimm (31 de maio de 1944 - 6 de junho de 1944)
- Rudeltaktik Trutz (8 de junho de 1944 - 10 de julho de 1944)
- Rudeltaktik Rasmus (6 de fevereiro de 1945 - 13 de fevereiro de 1945)
- Rudeltaktik Hagen (13 de março de 1945 - 21 de março de 1945)
- Rudeltaktik Faust (21 de abril de 1945 - 29 de abril de 1945)